# Cayo Hostilio Mancino
Cayo Hostilio Mancino (en latín, Gaius Hostilius Mancinus) fue un político y militar romano, procedente de la gens plebeya Hostilia. Su padre fue Aulo Hostilio Mancino, cónsul en 170 a. C. y probablemente era hermano del cónsul del año 145 a. C. Lucio Hostilio Mancino.

## Su actuación en Numancia
En 140 a. C. es nombrado pretor; un año después, ya como propretor el Senado le envió a Hispania con orden de aplastar el levantamiento de los numantinos. En 137 a. C. alcanzó el consulado con Lépido Porcina, obteniendo la administración proconsular de la provincia de Hispania Citerior, mientras que a su compañero le correspondió la Ulterior.
Con este nombramiento sustituía a Quinto Pompeyo y Marco Popilio Lenas que intentaron sin éxito vencer a los sediciosos. Independientemente del pésimo precedente, con él empeoró aún más la situación, ya que cayó derrotado en todos los combates contra los rebeldes. Un día los numantinos salieron de su ciudad y rodearon el campamento romano, por lo que Mancino tuvo que acordar un tratado muy desfavorable para los intereses romanos - que podría haber sido mucho peor de no estar presente su cuestor Tiberio Graco - para salvar la vida de los veinte mil soldados a sus órdenes.

## Su castigo
Mientras el pueblo romano recibió a Graco como un héroe, Mancino acabó imputado por el Senado, que rechazó aceptar el acuerdo que había alcanzado con los hispanos. Escipión Emiliano salvó a Graco y a otros militares de acabar como el comandante, al que los senadores enviaron a Numancia del mismo modo que tras la derrota de las Horcas Caudinas (321 a. C.) los veinte comandantes responsables del desastre acabaron en manos de los samnitas.
Plutarco no escribe más acerca de Mancino, pero de acuerdo con Apiano acabaría siendo conducido a la capital de los numantinos, que rechazaron quedarse con él.
A su regreso a Roma tomó su asiento en el Senado, pero fue expulsado violentamente por el tribuno de la plebe Publio Rutilio con la excusa de que Mancino había perdido la ciudadanía al ser entregado a Numancia, pero como la entrega no había tenido lugar surgió un conflicto jurídico; en general se consideró que había perdido al menos sus derechos civiles, pero debieron serle retornados posteriormente, ya que se sabe que después fue elegido pretor de acuerdo a lo que señala Aurelio Víctor.
Su desastrosa campaña en territorio hispano llevó a que Plutarco le describiera como un: 

varón no vituperable, pero el general más desgraciado de todos los romanos.